# Grand Prix-wegrace der Naties 1957
De Grand Prix-wegrace der Naties 1957 was zesde en laatste Grand Prix van wereldkampioenschap wegrace voor motorfietsen in het seizoen 1957. De races werden verreden op 1 september 1957 op het Autodromo Nazionale di Monza nabij Monza in de Italiaanse regio Lombardije. In alle klassen waren de wereldtitels al beslist, maar van de 500cc-klasse was dat pas in 1958 bekend.

## Algemeen
Omdat Libero Liberati in de Grand Prix van België gediskwalificeerd was nadat hij met de machine van Bob Brown was gestart, was de 500cc-wereldtitel nog open. Tijdens de trainingen presenteerde John Hartle, die eigenlijk in de 250cc-klasse met MV Agusta reed, het prototype van de MV Agusta 500 6C-zescilinder, maar hij startte in de race met zijn Norton 30M. Nello Pagani demonstreerde de MV Agusta 350 6C, die ook niet aan de start kwam. 350cc-wereldkampioen Keith Campell verscheen niet aan de start, waardoor Giuseppe Colnago met zijn Moto Guzzi Monocilindrica 350 kon rijden. De kampioenen in de zijspanklasse konden niet starten omdat rijder Fritz Hillebrand tijdens de Grand Prix van Bilbao verongelukt was. Dat was wellicht de reden dat ook de combinatie Walter Schneider/Hans Strauß niet verscheen. De familie Milani had een goede dag: Alfredo Milani werd derde in de 500cc-race en zijn broers Albino en Rossano wonnen de zijspanrace.

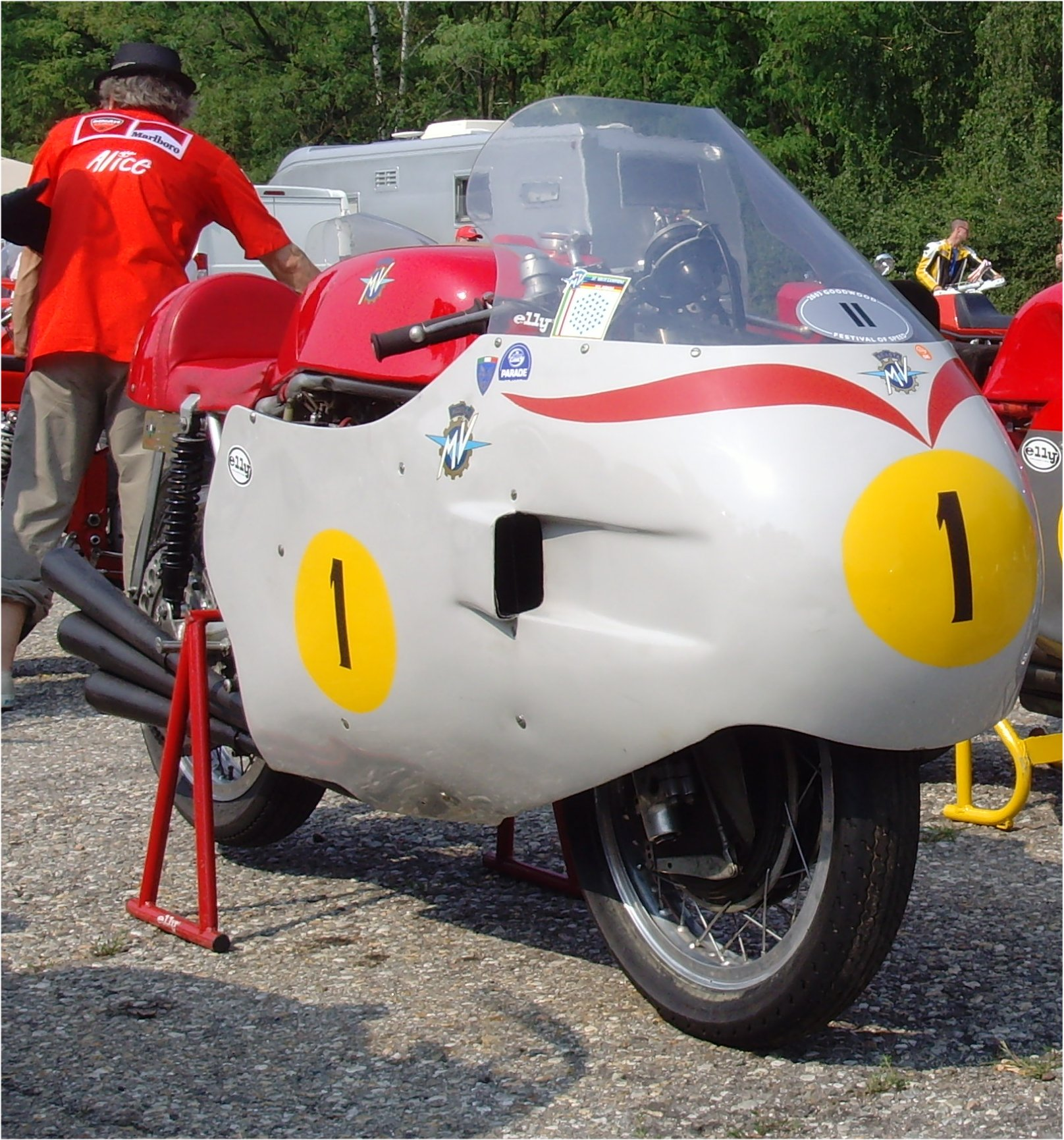
John Hartle toonde de MV Agusta 500 zescilinder in Monza, maar reed er niet mee.

## 500cc-klasse
Bij de start van de 500cc-race dacht iedereen dat Libero Liberati door zijn diskwalificatie in de Belgische Grand Prix slechts twee punten voorsprong had op Bob McIntyre en acht punten op John Surtees. Die laatste kon door te winnen nog op gelijke hoogte komen. McIntyre, die de 350cc-race nog gewonnen had, kwam echter door fysieke problemen niet aan de start. Liberati vocht een flink gevecht uit met Surtees, die uiteindelijk slechts vierde werd achter Liberati, Geoff Duke en Alfredo Milani, die op de machine van de zieke McIntyre mocht rijden. In januari 1958 werd de diskwalificatie van Liberati door de FIM teruggedraaid, waardoor hij - achteraf - al in de Ulster Grand Prix wereldkampioen was geworden.

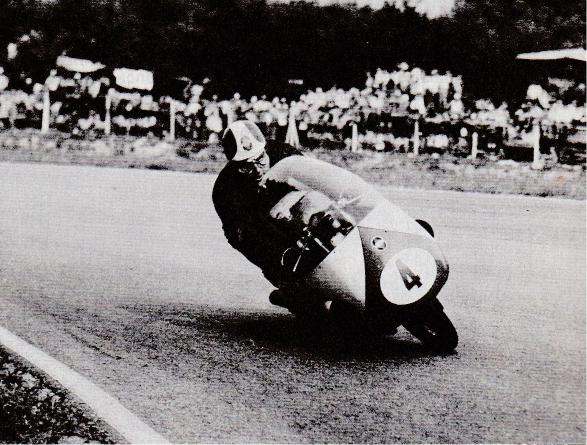
Libero Liberati, Gilera 500 4C

| Pos | Coureur                  | Merk      | Tijd      | Punten |
| --- | ------------------------ | --------- | --------- | ------ |
| 1   | Libero Liberati          | Gilera    | 1:04"49'3 | 8      |
| 2   | Geoff Duke               | Gilera    | +24'0     | 6      |
| 3   | Alfredo Milani           | Gilera    | +24'4     | 4      |
| 4   | John Surtees             | MV Agusta | +33'2     | 3      |
| 5   | Umberto Masetti          | MV Agusta | +1 ronde  | 2      |
| 6   | Terry Shepherd           | MV Agusta | +1 ronde  | 1      |
| 7   | Carlo Bandirola          | MV Agusta | +1 ronde  |        |
| 8   | Gerold Klinger           | BMW       | +2 ronden |        |
| 9   | John Hartle              | Norton    | +2 ronden |        |
| 10  | Giuseppe Cantoni         | Gilera    | +2 ronden |        |
| 11  | Alois Huber              | BMW       | +2 ronden |        |
| 12  | Francesco Guglielminetti | Norton    | +3 ronden |        |
| 13  | Nino Tagli               | Gilera    | +5 ronden |        |
| 14  | Hans-Günter Jäger        | BMW       |           |        |

| Coureur      | Merk   | Oorzaak |
| ------------ | ------ | ------- |
| Bob McIntyre | Gilera | Ziek    |

| Coureur               | Merk       | Oorzaak |
| --------------------- | ---------- | ------- |
| Jacques Collot        | Norton     |         |
| Enrico Galante        | Norton     |         |
| Fabio Ceredi          | Moto Guzzi |         |
| Gianvittorio Ziglioli | Moto Guzzi |         |
| Giuseppe Mantelli     | Gilera     |         |
| Martino Giani         | Gilera     |         |
| Paolo Campanelli      | Gilera     |         |
| Martinus Van Son      | Matchless  |         |
| Sven Andersson        | Norton     |         |

| Coureur        | Merk       | Oorzaak      |
| -------------- | ---------- | ------------ |
| Bob Brown      | Gilera     | Geen machine |
| Keith Bryen    | Moto Guzzi | Teambeleid   |
| Keith Campbell | Moto Guzzi | Blessure     |
| Ernst Hiller   | BMW        |              |
| Walter Zeller  | BMW        |              |
| Alan Trow      | Norton     |              |
| Derek Minter   | Norton     |              |
| Dickie Dale    | Moto Guzzi | Teambeleid   |
| Geoff Tanner   | Norton     |              |
| Jack Brett     | Norton     |              |
| Mike O'Rourke  | Norton     |              |

### Top tien eindstand 500cc-klasse
| Pos | Coureur         | Merk                | Ptn     |
| --- | --------------- | ------------------- | ------- |
| 1   | Libero Liberati | Gilera              | 32 (38) |
| 2   | Bob McIntyre    | Gilera              | 20      |
| 3   | John Surtees    | MV Agusta           | 17      |
| 4   | Geoff Duke      | Gilera              | 10      |
| 5   | Jack Brett      | Norton              | 9       |
| 6   | Walter Zeller   | BMW                 | 8       |
| 7   | Keith Bryen     | Norton / Moto Guzzi | 7       |
| 8   | Dickie Dale     | Moto Guzzi          | 6       |
| 9   | Alfredo Milani  | Gilera              | 4       |
| 9   | Bob Brown       | Gilera              | 4       |

## 350cc-klasse
In afwezigheid van wereldkampioen Keith Campbell won Bob McIntyre de 350cc-race. Hij passeerde daardoor zijn stalgenoot Libero Liberati in de eindstand van het wereldkampioenschap. Giuseppe Colnago werd met Campbell's Moto Guzzi Monocilindrica 350 tweede. Bob Brown stond door de terugkomst van Geoff Duke met lege handen waar het de Gilera's betrof, maar hij verscheen met een toch al zeer verouderde (anno 1938) Velocette KTT Mk VIII, waarmee hij achtste werd.
| Pos | Coureur          | Merk          | Tijd      | Punten |
| --- | ---------------- | ------------- | --------- | ------ |
| 1   | Bob McIntyre     | Gilera        | 51"43'9   | 8      |
| 2   | Giuseppe Colnago | Moto Guzzi    | +32'6     | 6      |
| 3   | Libero Liberati  | Gilera        | +37'1     | 4      |
| 4   | Alfredo Milani   | Gilera        | +1"31'0   | 3      |
| 5   | Adelmo Mandolini | Moto Guzzi    | +2 ronden | 2      |
| 6   | John Hartle      | Norton        | +2 ronden | 1      |
| 7   | Arthur Wheeler   | Moto Guzzi    | +2 ronden |        |
| 8   | Bob Brown        | Velocette     | +3 ronden |        |
| 9   | Fritz Kläger     | Norton        | +3 ronden |        |
| 10  | Enrico Galante   | Norton        | +3 ronden |        |
| 11  | Alfredo Flores   | Moto Guzzi    | +4 ronden |        |
| 12  | Erwin Aldinger   | Schnell-Horex | +4 ronden |        |
| 13  | A. Gorini        | Norton        | +5 ronden |        |
| 14  | Martinus Van Son | Norton        | +5 ronden |        |
| 15  | Roger Besse      | Norton        | +5 ronden |        |

| Coureur         | Merk       | Oorzaak |
| --------------- | ---------- | ------- |
| Keith Bryen     | Moto Guzzi |         |
| John Anderson   | AJS        |         |
| John Surtees    | MV Agusta  |         |
| Geoff Duke      | Gilera     |         |
| Alano Montanari | Moto Guzzi | remmen  |

| Coureur          | Merk       |
| ---------------- | ---------- |
| Dick Thomson     | AJS        |
| Eric Hinton      | Norton     |
| Keith Campbell   | Moto Guzzi |
| Helmut Hallmeier | NSU        |
| Dave Chadwick    | Norton     |
| Fron Purslow     | Norton     |
| Jack Brett       | Norton     |
| Adelmo Mandolini | Moto Guzzi |
| Umberto Masetti  | MV Agusta  |
| Peter Murphy     | AJS        |

### Top tien eindstand 350cc-klasse
| Pos | Coureur          | Merk                | Ptn     |
| --- | ---------------- | ------------------- | ------- |
| 1   | Keith Campbell   | Moto Guzzi          | 30      |
| 2   | Bob McIntyre     | Gilera              | 22      |
| 3   | Libero Liberati  | Gilera              | 22 (26) |
| 4   | Keith Bryen      | Norton / Moto Guzzi | 12      |
| 5   | John Hartle      | Norton              | 11      |
| 6   | Giuseppe Colnago | Moto Guzzi          | 7       |
| 7   | Bob Brown        | Gilera / Velocette  | 6       |
| 8   | Alano Montanari  | MV Agusta           | 5       |
| 9   | Helmut Hallmeier | NSU                 | 4       |
| 10  | Umberto Masetti  | MV Agusta           | 3       |
| 10  | John Surtees     | MV Agusta           | 3       |
| 10  | Jack Brett       | Norton              | 3       |
| 10  | Alfredo Milani   | Gilera              | 3       |

## 250cc-klasse
Cecil Sandford was al wereldkampioen, maar in Monza werd hij slechts vierde. Tarquinio Provini klom door zijn overwinning naar de tweede plaats in de eindstand. Omdat Carlo Ubbiali de finish niet haalde bleef de bijna twee maanden geleden overleden Roberto Colombo de beste MV Agusta-rijder.

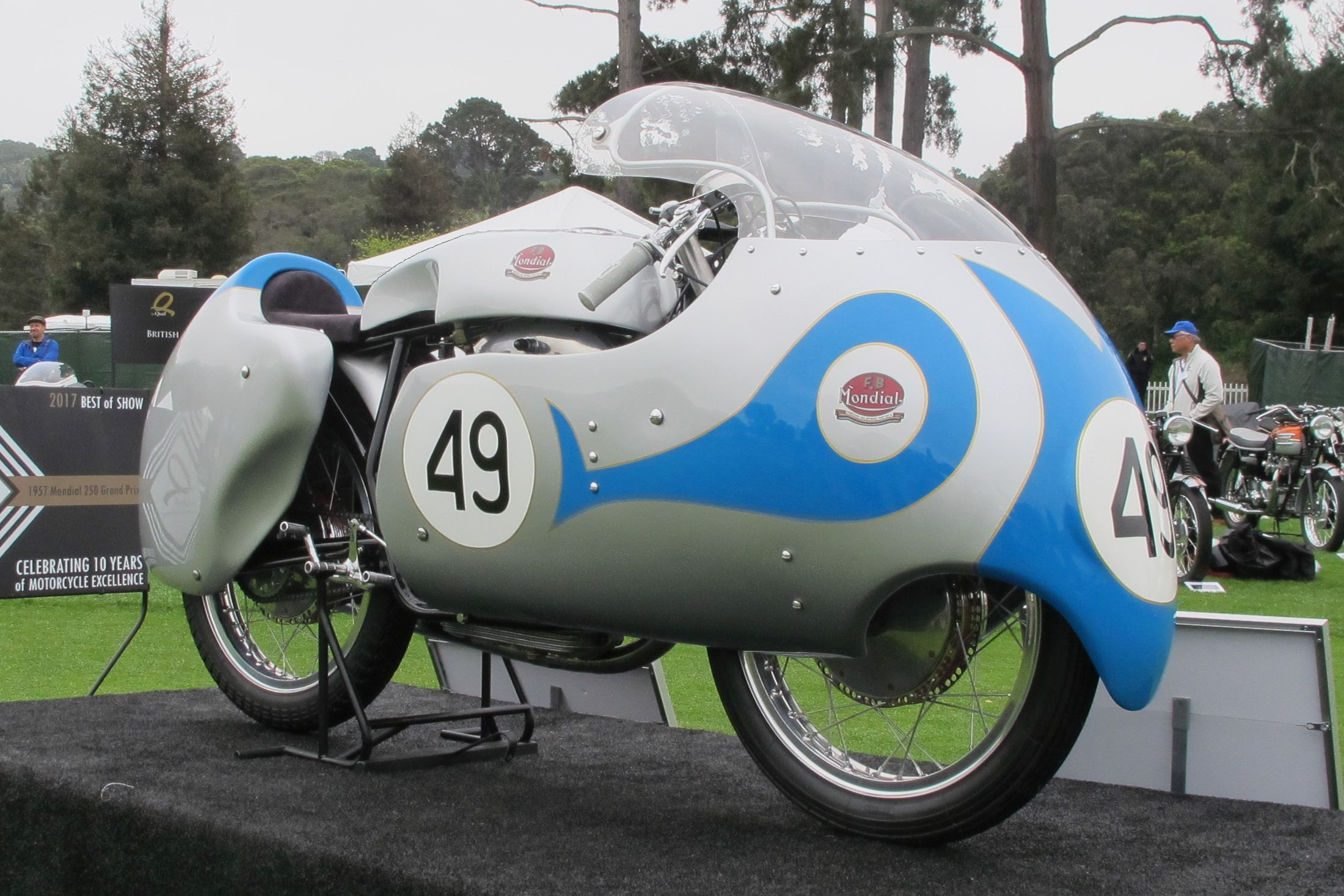
Mondial 250 Bialbero

| Pos | Coureur              | Merk       | Tijd      | Punten |
| --- | -------------------- | ---------- | --------- | ------ |
| 1   | Tarquinio Provini    | Mondial    | 43"05'8   | 8      |
| 2   | Remo Venturi         | MV Agusta  | +25'6     | 6      |
| 3   | Enrico Lorenzetti    | Moto Guzzi | +51'7     | 4      |
| 4   | Cecil Sandford       | Mondial    | +1"41'7   | 3      |
| 5   | Sammy Miller         | Mondial    | +2"03'6   | 2      |
| 6   | Alano Montanari      | Moto Guzzi | +2 ronden | 1      |
| 7   | Roland Heck          | NSU        | +2 ronden |        |
| 8   | Arthur Wheeler       | Moto Guzzi | +2 ronden |        |
| 9   | Günter Beer          | Adler      | +2 ronden |        |
| 10  | Adelmo Mandolini     | Moto Guzzi | +2 ronden |        |
| 11  | Dieter Falk          | Adler      | +2 ronden |        |
| 12  | Kurt Knopf           | NSU        | +2 ronden |        |
| 13  | Karl-Julius Holthaus | NSU        | +3 ronden |        |
| 14  | Adolf Heck           | Adler      | +3 ronden |        |
| 15  | Ludwig Malchus       | NSU        | +3 ronden |        |
| 16  | Siegfried Lohmann    | Adler      | +4 ronden |        |

| Coureur             | Merk      | Oorzaak   |
| ------------------- | --------- | --------- |
| Roberto Colombo (†) | MV Agusta | Overleden |

| Coureur          | Merk        | Oorzaak |
| ---------------- | ----------- | ------- |
| Carlo Ubbiali    | MV Agusta   | klep    |
| Luigi Taveri     | MV Agusta   |         |
| Guido Paciocca   | Moto Guzzi  |         |
| Guido Sala       | Mondial     |         |
| John Hartle      | MV Agusta   |         |
| Bob Brown        | NSU         |         |
| Emilio Mendogni  | Moto Morini |         |
| Virgilio Campana | Moto Morini |         |

| Coureur            | Merk      |
| ------------------ | --------- |
| František Bartoš   | ČZ        |
| František Šťastný  | Jawa      |
| Helmut Hallmeier   | NSU       |
| Dave Chadwick      | MV Agusta |
| David Andrews      | NSU       |
| Sammy Hodgins      | Velocette |
| Tommy Robb         | NSU       |
| Fortunato Libanori | MV Agusta |

### Top tien eindstand 250cc-klasse
| Pos | Coureur             | Merk            | Ptn     |
| --- | ------------------- | --------------- | ------- |
| 1   | Cecil Sandford      | Mondial         | 26 (33) |
| 2   | Tarquinio Provini   | Mondial         | 16      |
| 3   | Sammy Miller        | Mondial         | 14      |
| 4   | Roberto Colombo (†) | MV Agusta       | 10      |
| 5   | Carlo Ubbiali       | MV Agusta       | 8       |
| 5   | John Hartle         | REG / MV Agusta | 8       |
| 7   | Luigi Taveri        | MV Agusta       | 8       |
| 8   | Dave Chadwick       | MV Agusta       | 7       |
| 9   | Enrico Lorenzetti   | Moto Guzzi      | 7       |
| 10  | Remo Venturi        | MV Agusta       | 6       |

## 125cc-klasse
| Pos | Coureur            | Merk      | Tijd      | Punten |
| --- | ------------------ | --------- | --------- | ------ |
| 1   | Carlo Ubbiali      | MV Agusta | 38"54'0   | 8      |
| 2   | Sammy Miller       | Mondial   | +19'6     | 6      |
| 3   | Luigi Taveri       | MV Agusta | +20'7     | 4      |
| 4   | Fortunato Libanori | MV Agusta | +25'2     | 3      |
| 5   | Remo Venturi       | MV Agusta | +25'5     | 2      |
| 6   | Guido Sala         | Mondial   | +37'8     | 1      |
| 7   | Ernst Degner       | MZ        | +2"02'4   |        |
| 8   | Roberto Pionava    | Ducati    | +1 ronde  |        |
| 9   | Willi Scheidhauer  | Ducati    | +1 ronde  |        |
| 10  | Wilhelm Lecke      | Ducati    | +2 ronden |        |
| 11  | Paolo Campanelli   | MV Agusta | +2 ronden |        |
| 12  | Mario Carini       | Ducati    | +3 ronden |        |
| 13  | Alberto Capocci    | Mondial   | +3 ronden |        |
| 14  | Mantelli           | Ducati    | +4 ronden |        |

| Coureur             | Merk      | Oorzaak   |
| ------------------- | --------- | --------- |
| Roberto Colombo (†) | MV Agusta | Overleden |

| Coureur           | Merk    | Oorzaak |
| ----------------- | ------- | ------- |
| Alberto Gandossi  | Ducati  | Val     |
| Tarquinio Provini | Mondial | Opgave  |
| Cecil Sandford    | Mondial | Opgave  |

| Coureur          | Merk      |
| ---------------- | --------- |
| František Bartoš | ČZ        |
| Horst Fügner     | MZ        |
| Bill Maddrick    | MV Agusta |
| Bill Webster     | MV Agusta |
| Dave Chadwick    | MV Agusta |

### Top tien eindstand 125cc-klasse
| Pos | Coureur             | Merk      | Ptn     |
| --- | ------------------- | --------- | ------- |
| 1   | Tarquinio Provini   | Mondial   | 30 (36) |
| 2   | Carlo Ubbiali       | MV Agusta | 22      |
| 3   | Luigi Taveri        | MV Agusta | 22 (28) |
| 4   | Sammy Miller        | Mondial   | 12      |
| 5   | Roberto Colombo (†) | MV Agusta | 11      |
| 6   | Cecil Sandford      | Mondial   | 9       |
| 7   | Remo Venturi        | MV Agusta | 6       |
| 8   | Fortunato Libanori  | MV Agusta | 5       |
| 9   | Horst Fügner        | MZ        | 3       |
| 9   | František Bartoš    | ČZ        | 3       |
| 9   | Dave Chadwick       | MV Agusta | 3       |

## Zijspanklasse
Het leek vreemd dat Albino en Rossano Milani alleen in de GP des Nations uitkwamen met hun speciale Gilera 500 4C-blok, want voor het tweede jaar op rij wonnen ze de race. Albino was echter al bijna 47 jaar oud. De belangrijkste BMW-teams ontbraken. Wereldkampioen Fritz Hillebrand was verongelukt in Bilbao en ook Walter Schneider ontbrak. Dat gaf ook Cyril Smith de kans om weer eens op het podium te komen. Albino Milani beëindigde na deze race zijn carrière.
| Pos | Coureur            | Bakkenist          | Merk   | Tijd      | Punten |
| --- | ------------------ | ------------------ | ------ | --------- | ------ |
| 1   | Albino Milani      | Rossano Milani     | Gilera | 38"56'7   | 8      |
| 2   | Cyril Smith        | Eric Bliss         | Norton | +1"03'4   | 6      |
| 3   | Florian Camathias  | Hilmar Cecco       | BMW    | +1"03'9   | 4      |
| 4   | Fritz Scheidegger  | Horst Burkhardt    | BMW    | +2"06'3   | 3      |
| 5   | Jacques Drion      | Inge Stoll-Laforge | BMW    | +2"06'7   | 2      |
| 6   | Loni Neußner       | Dieter Hess        | BMW    | +1 ronde  | 1      |
| 7   | Edgar Strub        | Mick Woollett      | BMW    | +1 ronde  |        |
| 8   | Helmut Fath        | Fritz Rudolph      | BMW    | +1 ronde  |        |
| 9   | Bill Beevers       | Frank Fox          | Norton | +1 ronde  |        |
| 10  | Marcel Beauvais    | André Coudert      | Norton | +1 ronde  |        |
| 11  | Friedrich Staschel | Edgar Perduss      | BMW    | +1 ronde  |        |
| 12  | Luigi Marcelli     | Onbekend           | Norton | +2 ronden |        |
| 13  | Joseph Duhem       | Robert Burtin      | Norton | +2 ronden |        |

| Coureur              | Bakkenist        | Merk | Oorzaak                    |
| -------------------- | ---------------- | ---- | -------------------------- |
| Fritz Hillebrand (†) | Manfred Grunwald | BMW  | Fritz Hillebrand overleden |
| Josef Knebel (†)     | Rolf Amfaldern   | BMW  | Josef Knebel overleden     |

| Coureur          | Bakkenist                            | Merk   |
| ---------------- | ------------------------------------ | ------ |
| Walter Schneider | Hans Strauß                          | BMW    |
| Werner Großmann  | Alfred Schmidt                       | Norton |
| Charlie Freeman  | John Chisnell                        | Norton |
| Jackie Beeton    | Charles Billingham en Tony Partridge | Norton |
| Peter Woollett   | George Loft                          | Norton |
| Pip Harris       | Ray Campbell                         | Norton |

### Top tien eindstand zijspanklasse
| Pos. | Coureur              | Bakkenist                            | Merk   | Ptn. |
| ---- | -------------------- | ------------------------------------ | ------ | ---- |
| 1    | Fritz Hillebrand (†) | Manfred Grunwald                     | BMW    | 28   |
| 2    | Walter Schneider     | Hans Strauß                          | BMW    | 20   |
| 3    | Florian Camathias    | Jules Galliker en Hilmar Cecco       | BMW    | 17   |
| 4    | Jackie Beeton        | Charles Billingham en Tony Partridge | Norton | 9    |
| 5    | Albino Milani        | Rossano Milani                       | Gilera | 8    |
| 6    | Cyril Smith          | Stanley Dibben en Eric Bliss         | Norton | 7    |
| 7    | Loni Neußner         | Dieter Hess                          | BMW    | 7    |
| 8    | Josef Knebel (†)     | Rolf Amfaldern                       | BMW    | 4    |
| 9    | Jacques Drion        | Inge Stoll-Laforge                   | BMW    | 4    |
| 10   | Edgar Strub          | Mick Woollett                        | Norton | 3    |
| 10   | Pip Harris           | Ray Campbell                         | Norton | 3    |
| 10   | Fritz Scheidegger    | Horst Burkhardt                      | BMW    | 3    |

1922 · 1923 · 1924 · 1925 · 1926 · 1927 · 1928 · 1929 · 1930 · 1931 · 1932 · 1933 · 1934 · 1935 · 1936 · 1937 · 1938 · 1939 · 1947 · 1948 · 1949 · 1950 · 1951 · 1952 · 1953 · 1954 · 1955 · 1956 · 1957 · 1958 · 1959 · 1960 · 1961 · 1962 · 1963 · 1964 · 1965 · 1966 · 1967 · 1968 · 1969 · 1970 · 1971 · 1972 · 1973 · 1974 · 1975 · 1976 · 1977 · 1978 · 1979 · 1980 · 1981 · 1982 · 1983 · 1984 · 1985 · 1986 · 1987 · 1988 · 1989 · 1990